# Grobya
Grobya is een geslacht van vijf soorten orchideeën uit de onderfamilie Epidendroideae.
Het zijn kleine, epifytische planten uit het zuidoosten en zuiden van Brazilië en uit Ecuador, die voorkomen in open tot schaduwrijke regenwouden.
De bloemen zijn niet-geresupineerd, klein maar kleurrijk.

## Naamgeving en etymologie
Grobya is vernoemd naar de 19e-eeuwse Engelse orchideeënliefhebber Lord Grey of Groby.

## Kenmerken
Grobya-soorten zijn kleine epifytische of zelden terrestrische planten, met clusters van vlezige, spoelvormige gelede pseudobulben, opgebouwd uit opeenvolgende ringvormige internodia, aanvankelijk omhuld door oude bladscheden maar later naakt. De pseudobulben staan plaatselijk bekend als 'uien van matas'. De nieuwe bladeren ontstaan aan de top van de pseudobulb, zijn lijnvormig, grasachtig, voorzien van opvallende longitudinale ribben, en aan de basis een buis vormend. De bloemstengel ontspringt aan de basis van de pseudobulb en draagt een veelbloemige tros met kleine maar kleurrijke en welruikende, niet-geresupineerde bloemen.
De bloemen zijn hoger dan breed, de kelk- en kroonbladen verschillend van vorm. De bloemlip is scharnierend opgehangen aan de voet van het gynostemium, met een vlakke basis voorzien van een callus. Er is geen spoor. Het gynostemium heeft een bekvormige helmknop en twee harde pollinia.

## Taxonomie
Traditioneel wordt Grobya samen met de zustergeslachten Galeandra en Cyrtopodium in een aparte subtribus Cyrtopodiinae geplaatst, doch recent DNA-onderzoek door Chase et al. toont aan dat Galeandra meer verwant is aan Catasetum dan aan Cyrtopodium. Door Chase et al. worden de drie geslachten in Catasetinae geplaatst.
Het geslacht omvat vijf soorten. De typesoort is Grobya amherstiae.

### Soortenlijst
- Grobya amherstiae Lindl. (1835)
- Grobya cipoensis  F.Barros & Lourenço (2004)
- Grobya fascifera  Rchb.f. (1886)
- Grobya galeata  Lindl.(1840)
- Grobya guieselii  F.Barros & Lourenço (2004)